# Csicsóújfalu
Vára (Csicsóvár) nem összetévesztendő Csíkcsicsó várával.

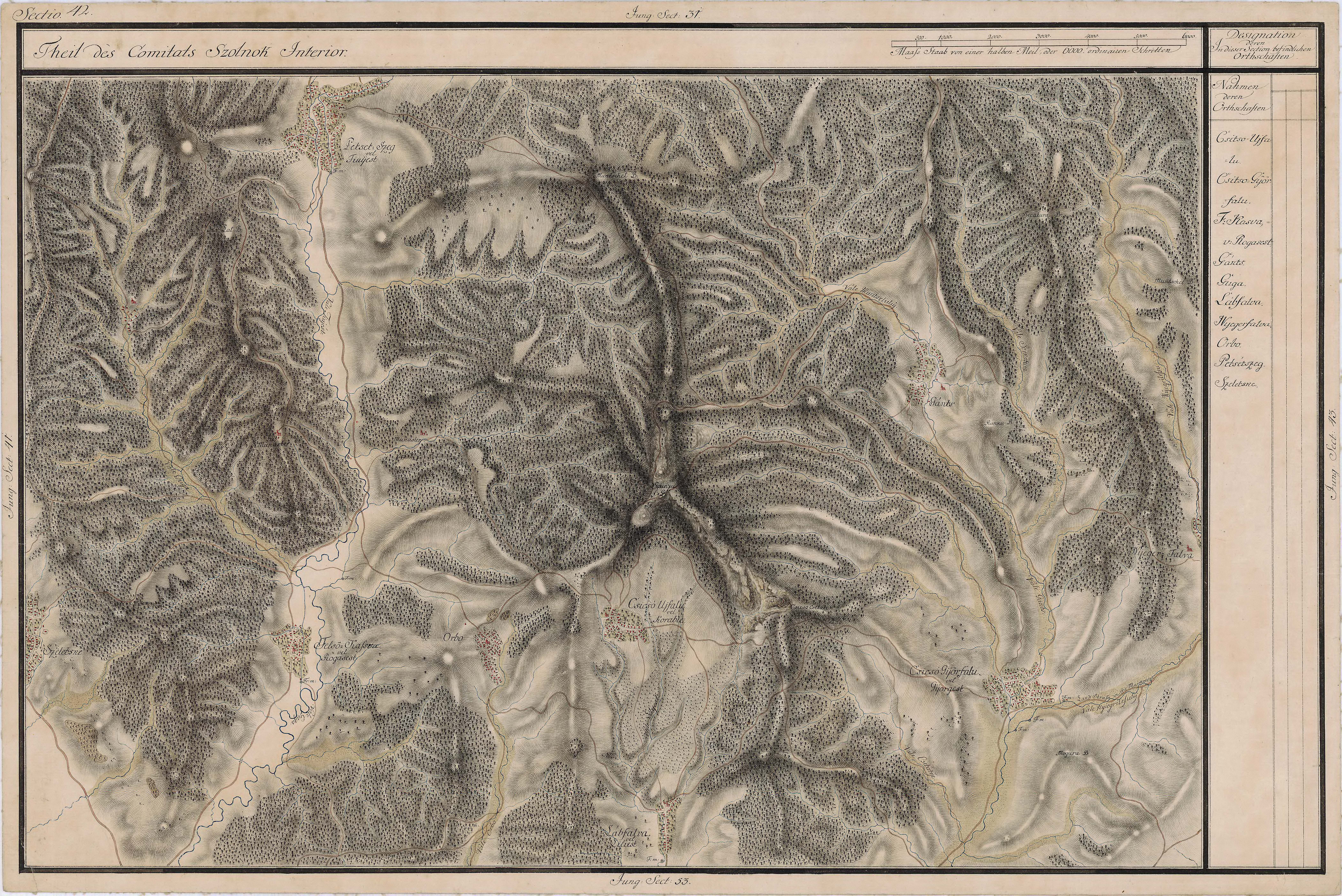
Csicsóújfalu környéke 1769-1773 között

Csicsóújfalu (románul: Ciceu-Corabia vagy Corabia, német Neudorf) falu Romániában, Erdélyben, Beszterce-Naszód megyében.

## Fekvése
Déstől 17 km-re északkeletre, az Ilosvai-hegységben, erdők között fekszik.

## Nevének eredete
1467-ben Wÿfalw, 1595-ben Wyfalw-Korabia, 1653-ban Cziczo Uyfalu néven említették. Román nevének utótagja 'hajó'-t jelent és arra utal, hogy itt készítették a dongákat és csákánynyeleket a dési sószállító hajókhoz. A környéken több falu nevében szereplő Csicsó valószínűleg szláv eredetű személynévből származik.

## Története
A 15. században települt, román lakossággal. Kezdetben a csicsói, majd a szamosújvári váruradalomhoz tartozott, de a 18. századtól főnemesi családok (Lázárok, Bethlenek, Telekiek) birtokolták. A 16. században unitárius egyházközsége is alakult.
Erős román kisnemesi közössége volt; 1866-ban 91 kisbirtokos nemesi családot írtak össze. Lakói a mezőgazdaságon kívül malomkővágással foglalkoztak, ami legfőbb bevételi forrásukat jelentette. 1779-ben itteni jobbágyai és zsellérei megegyezést kötöttek a birtokos Bethlen családdal, hogy a robotot malomkővel váltják ki. Egy 1781-ből való feljegyzés szerint pedig itt vágták egész Erdélyben a legjobb malomkövet.
Belső-Szolnok, 1876-tól Szolnok-Doboka vármegyéhez tartozott.

## Csicsó vára
Csicsó várát a 758 méter magas Magura oldalában, 683 méteres magasságban Apor László erdélyi vajda építtette a 13. és a 14. század fordulóján. 1319-ben Debreceni Dózsa itt verte le a lázadó Mojs fia Mojst. 1321-ben Wass Miklós várnagy átadta Szécsényi Tamásnak, ettől fogva királyi birtok volt. 1405-ben Luxemburgi Zsigmond uradalmával együtt Bánfi Istvánnak és testvérének adományozta. 1467-ben Mátyás hűtlenségük miatt elkobozta tőlük és a kiterjedt uradalommal részben Szerdahelyi Kis Jánosnak, részben – Kilia és Dnyeszterfehérvár váraiért kárpótlásul – Nagy István moldvai fejedelemnek adományozta. 1492-ben II. Ulászló az egész uradalomra kiterjesztette a Nagy Istvánnak tett adományt. 1538-ban a török elől idemenekült István fia, Petru Rareș vajda. 1540-ben, I. Szulejmán kívánságára Fráter György négy hónapos ostrom után elfoglalta a várat, Rareșt pedig átadta a törököknek. Szapolyai János 1539-ben jegyajándékul Izabella királynénak ajándékozta. 1542-ben Petru Rareș visszatért és sikertelenül ostromolta hajdani erődjét, ezután 1544-ben az erdélyi országgyűlés elrendelte lerombolását. Uradalma később nagyrészt Szamosújváréba olvadt bele. 1592-ben rablófészekként említették. A várat csak három oldalról övezték falak, északról a szakadék megközelíthetetlenné tette. Már csak az felsővár északi tornyának falai és a külső védőfalak maradványai láthatók és létra vezet fel a romhoz. Az egykori alsóvár teljesen elpusztult.

## Népessége
- 1850-ben 535 román nemzetiségű lakosából 499 volt ortodox és 36 görögkatolikus vallású.
- 2002-ben 203 román nemzetiségű és ortodox vallású lakosa volt.

## Látnivalók
- Csicsó várának romjai a 758 méter magas Magura oldalában, 683 méteres magasságban (é. sz. 47° 15′ 07″, k. h. 23° 58′ 03″47.251944°N 23.967500°E).
- A várhegy oldalában 273 méter hosszú barlang.
- Ortodox templomát 1844-ben szentelték föl.
- A falutól északnyugatra vaskori földvár sáncai, határában két, az egykori limeshez tartozó római őrtorony maradványai láthatóak.